# Blašković
Blašković je priimek več oseb:
- Fabijan Blašković (1729–1819), hrvaški rimskokatoliški škof, zadnji škof Makarske
- Franci Blašković (*1947), hrvaški kantavtor, rocker, alternativni glasbenik, ustanovitelj skupine »Gori Ussi Winnetou«
- Stjepan Blašković (1689–1776), hrvaški rimskokatoliški škof (Makarske)
- Vladimir Blašković (1901–1990), hrvaški geograf, univ. profesor